# Protocolo Facultativo de la Convención sobre la eliminación de todas las formas de discriminación contra la mujer
El Protocolo Facultativo de la Convención sobre la eliminación de todas las formas de discriminación contra la mujer (en inglés: Optional Protocol to the Convention on the Elimination of All Forms of Discrimination against Women, OP-CEDAW) es un protocolo que establece los mecanismos de denuncia e investigación de la Convención sobre la Eliminación de Todas las Formas de Discriminación contra la Mujer (CEDAW, por sus siglas en inglés). Fue adoptado por la Asamblea General de las Naciones Unidas el 6 de octubre de 1999 y entró en vigor el 22 de diciembre de 2000. En septiembre de 2017, el Protocolo tenía 80 Estados firmantes y 109 Estados parte.
Los Estados parte otorgan competencia a la CEDAW para conocer denuncias de individuos o investigar «violaciones graves o sistemáticas» de la Convención, lo que ha dado lugar a una serie de decisiones en contra de los Estados miembros, en cuestiones tales como la violencia doméstica, el permiso parental y la esterilización forzosa, así como una investigación sobre el asesinato sistemático de mujeres en la localidad mexicana de Ciudad Juárez, Chihuahua.

## Origen
En 1979, la Asamblea General de las Naciones Unidas aprobó la Convención sobre la Eliminación de Todas las Formas de Discriminación contra la Mujer (CEDAW, por sus siglas en inglés), que prohibía la discriminación contra las mujeres; sin embargo, no incluía ningún mecanismo por el que esta prohibición pudiera ser legalmente sancionada.
Durante la redacción original de la CEDAW, se sugirió un mecanismo de denuncias individuales, pero fue rechazado en ese momento. Quince años más tarde, la Declaración y Programa de Acción de Viena de la Conferencia Mundial sobre Derechos Humanos de 1993 sugirió que eran necesarios nuevos procedimientos para implementar la Convención y aconsejó el establecimiento de un «derecho de petición». Un grupo experto independiente elaboró un borrador en 1994 que contenía un procedimiento de denuncia y de investigación. El Comité para la Eliminación de la Discriminación contra la Mujer adoptó este borrador para un estudio posterior a inicios de 1995. La Cuarta Conferencia Mundial sobre la Mujer en 1995 respaldó la idea y pidió la elaboración de «un proyecto de protocolo Facultativo para la Convención sobre la Mujer que pudiera entrar en vigor lo antes posible».
En marzo de 1996, la Comisión de las Naciones Unidas sobre el estatus de la mujer estableció un grupo de trabajo para elaborar un proyecto formal. El proyecto fue presentado a principios de 1999 después de tres años de deliberaciones. La Asamblea General de las Naciones Unidas aprobó definitivamente el Protocolo Facultativo el 6 de octubre de 1999.

## Contenido
La Convención sobre la Eliminación de Todas las Formas de Discriminación contra la Mujer declaró ilegal la discriminación de género, obligando a los Estados parte de la misma a derogar leyes discriminatorias y a garantizar la igualdad en los campos de la salud pública, el empleo y la educación. El Protocolo Facultativo equipara la CEDAW con otros tratados internacionales de derechos humanos pero al ser opcional, los Estados pueden no ratificarlo. Incluso aquellos Estados que lo ratifiquen pueden formular reservas a los procedimientos de comunicación e investigación.
Los artículos 1 a 7 crean un mecanismo de denuncias similar a los del Primer Protocolo Facultativo del Pacto Internacional de Derechos Civiles y Políticos, a los del Protocolo Facultativo de la Convención sobre los Derechos de las Personas con Discapacidad y al artículo 14 de la Declaración sobre la eliminación de todas las formas de discriminación racial. Los partícipes acordaron reconocer la competencia del Comité para la eliminación de la discriminación contra la mujer para considerar denuncias «por o en nombre de» individuos o grupos que reclamen que sus derechos bajo la Convención hayan sido violados. Si se presenta una denuncia en nombre de una víctima, es necesario su consentimiento, a menos que quien presente la denuncia pueda justificar actuar sin él. Lo que constituya una «justificación» en tal caso depende del Comité. La facultad para que las denuncias sean presentadas en nombre de las víctimas es considerado vital para permitir que las organizaciones no gubernamentales, tales como organizaciones feministas y grupos pro-derechos humanos, utilicen el Protocolo para hacer valer la Convención.
Para utilizar el mecanismo del Protocolo, los denunciantes deben haber agotado todas las acciones o recursos que provee el Derecho interno. Asimismo, las denuncias anónimas o aquellas referidas a eventos ocurridos antes de que el país respectivo se uniera al Protocolo Facultativo están excluidas. El Comité puede solicitar información y hacer recomendaciones a un Estado parte, aunque sus decisiones no son vinculantes.
Los artículos 8 a 10 establecen un mecanismo de investigación. Los Estados parte pueden permitir al Comité investigar, informar y hacer recomendaciones sobre «violaciones graves o sistemáticas» de la Convención. El Comité puede invitar al respectivo Estado a responder e informar de cualquier medida tomada como resultado de la investigación, sea directamente o por medio del proceso de información normal bajo la Convención. Los Estados parte pueden optar por no someterse a esta obligación en la firma o en la ratificación del Protocolo, mediante una declaración especial; sin embargo, solo Bangladés, Belice y Colombia lo han hecho.
El artículo 11 requiere que los Estados parte aseguren que los denunciantes bajo el Protocolo Facultativo no serán sujetos a malos tratos o intimidación.
El artículo 13 obliga a los Estados parte a informar a sus ciudadanos sobre la Convención, el Protocolo Facultativo y las decisiones del Comité, de forma que se faciliten las denuncias.
Los artículos 12 y 14 se refieren al procedimiento y la elaboración de informes por parte del Comité para atender las denuncias.
Los artículos 15 al 21 tratan de la ratificación, entrada en vigor y enmienda del Protocolo.

## Estados signatarios y declaraciones especiales

Estados partícipes y signatarios del Protocolo Facultativo de la Convención sobre la eliminación de todas las formas de discriminación contra la mujer
Firmado y ratificado
Accedió o sucedió
Firmado y ratificado, no reconoce la competencia para los artículos 8 y 9
Firmado el Protocolo, no lo han ratificado
Estados no signatarios

Una serie de Estados parte han expresado declaraciones y reservas en cuanto a la aplicación del Protocolo. Bangladés, Belice y Colombia han ejercido su derecho bajo el artículo 10 del Protocolo de no reconocer la competencia del Comité para investigar «violaciones graves o sistemáticas» de la Convención. Colombia declaró que ni el Protocolo ni el Comité puede exigirle que despenalice «delitos contra la vida o la integridad personal».
No todos los Estados parte de la CEDAW son signatarios del Protocolo, existiendo varios Estados de importancia que no lo han firmado. Estados Unidos no se ha convertido en signatario debido a que todavía no ha ratificado la CEDAW. Japón no participa en ninguno de los mecanismos de comunicaciones de individuos de los tratados sobre derechos humanos, pero está considerando unirse mientras observa cómo están funcionando estos procedimientos. Por su parte, China está «estudiando el problema del acceso al Protocolo Facultativo».

## Impacto y crítica
El impacto de un tratado internacional puede ser medido de dos maneras: por su aceptación o por su implementación. Respecto de la primera forma, el Protocolo Facultativo ha obtenido una amplia aceptación internacional, pues la mayoría de los Estados más importantes lo han firmado, siendo el Protocolo el segundo mecanismo impositivo más aceptado después del Primer Protocolo Facultativo del Pacto Internacional de Derechos Civiles y Políticos (ICCPR-OP1). En diciembre de 2009 el ICCPR-OP1 tenía 112 Estados parte y el OP-CEDAW tenía 97.
En cambio, respecto a su implementación, el número de quejas atendidas por el Comité ha sido limitado. Una evaluación de 2008 llevada a cabo por el Ministerio de Justicia del Reino Unido hizo las siguientes observaciones: que el razonamiento del Comité era imprevisible; que no había tenido impacto en la formulación de políticas; y que, a pesar de las previsiones, el uso del Protocolo por parte de organizaciones no gubernamentales había sido más limitado de lo que en un principio se hubiera esperado y solo raramente se había usado el derecho de denuncia. Asimismo, encontró que había habido algún éxito limitado, destacando la importancia de las políticas efectivas para proteger a las mujeres de la violencia doméstica y de la esterilización forzosa; pero que, fuera de estas áreas, el Protocolo «no había llevado a un avance en la promoción de los derechos de la mujer». Finalmente, concluyó que, a menos que se emprendieran mayores esfuerzos para una toma de conciencia sobre el Protocolo Facultativo y que se fortaleciera la confianza en las decisiones del Comité, el mecanismo de denuncias seguiría siendo infrautilizado.
El Protocolo Facultativo ha sido criticado por juristas como Bal Sokhi-Bulley, y por feministas como Catharine MacKinnon, que califican el mecanismo de denuncias como muy complejo, largo y carente de transparencia. El carácter voluntario del Protocolo y la naturaleza no vinculante de sus «recomendaciones» son vistas como límites claves para su efectividad. A pesar de ello, estas críticas tienden a apreciar el Protocolo como un instrumento valioso, aunque imperfecto, para la realización de los derechos de la mujer.

## Decisiones del Comité respecto del Protocolo

### Denuncias de individuos
El Comité para la Eliminación de la Discriminación contra la Mujer ha tomado en consideración once denuncias contra siete países desde que el Protocolo Facultativo entró en vigor, sobre temas tales como violencia doméstica, separación de bienes, esterilización forzosa y permiso parental. Seis denuncias fueron rechazadas por falta de jurisdicción o debido a que los denunciantes no habían agotado todas las vías internas. Las otras cinco decisiones se resumen a continuación:
- En 2005, en el caso de la Sra. A. T. contra Hungría,[51] el Comité dictaminó que Hungría había violado varios artículos de la Convención al fracasar en la adecuada protección de las mujeres frente a la violencia doméstica. Recomendó que la denunciante fuera inmediatamente protegida de su excompañero abusador y que Hungría mejorase el tratamiento de los casos de violencia doméstica y adoptase inmediatamente la recomendación previa del Comité sobre una ley que reconociera órdenes de protección y de exclusión.[51] Las recomendaciones fueron implementadas durante el sexto informe periódico de Hungría, presentado al Comité en 2006.[52]

- En 2006, en el caso de la Sra. Dung Thi Thuy Nguyen contra los Países Bajos,[53] el Comité expresó reservas sobre algunos aspectos de las prestaciones por licencia de maternidad en los Países Bajos. Recomendó al gobierno neerlandés que recopilara más información sobre la cantidad de mujeres que combinan el trabajo asalariado a tiempo parcial con el trabajo por cuenta propia y que revisara la ley si se revelaba que un número significativo de mujeres estaban en desventaja.[53]

- En 2006, en el caso de la Sra. A. S. contra Hungría,[54] el Comité determinó que la esterilización forzosa de gitanas en Hungría violaba la Convención. Recomendó compensar a la denunciante por la violación de sus derechos, una completa revisión de la legislación en torno al consentimiento informado en casos de esterilización para asegurar que cumpliera con los estándares internacionales de derechos humanos y una supervisión regular de las instalaciones médicas húngaras para asegurar que todos los cambios fueran puestos en práctica.[54]

- En 2007, en los casos de Şahide Goekce (fallecida) contra Austria[55] y de Fatma Yildirim (fallecida) contra Austria,[56] el Comité dictaminó que el gobierno austríaco había fracasado en proteger a las mujeres contra la violencia doméstica.[55] Recomendó fortalecer la implementación y supervisión de la legislación existente sobre violencia doméstica y mejorar el entrenamiento de la policía para manejar tales casos.[56]

### Investigaciones
El Comité ha dirigido también una investigación sobre las «graves o sistemáticas violaciones» del artículo 8, en relación con el asesinato sistemático de mujeres en la localidad mexicana de Ciudad Juárez, Chihuahua. Encontró «faltas graves» por parte del gobierno mexicano consistentes en la permanencia y tolerancia de la violación de los derechos humanos de la mujer, siendo una de sus manifestaciones más brutales la violencia de género y los homicidios y desapariciones de mujeres de forma muy generalizada y sistemática. El Comité hizo las siguientes recomendaciones: que las autoridades federales y estatales participen en la investigación de los asesinatos; que se castiguen a los oficiales negligentes o cómplices y a quienes estuvieren implicados en la persecución de los familiares de las víctimas; y que se incrementen los planes de prevención de la violencia.